# Cathlamet
Cathlamet ist eine Town in sowie County Seat von Wahkiakum County im US-Bundesstaat Washington und gleichzeitig dessen einzige eingetragene Stadt. Die Ortschaft liegt am Ocean Beach Highway im Mündungsgebiet des Columbia River. 2020 zählte der Census in Cathlamet 560 Einwohner.

## Lage
Cathlamet liegt am Nordufer des Columbia River gegenüber der Flussinsel Puget Island. Die Stadt ist mit der angrenzenden Ortschaft East Cathlamet verwachsen.

## Geschichte
Cathlamet war einer der größten, wenn nicht sogar das größte Dorf der Columbia-River-Indianer westlich der Kaskadenkette. Der Name soll aus der Chinook-Sprache der Wahkiakum kommen und etwa „steiniges Flussbett“ bedeuten.
Als erster Europäer entdeckte W. R. Broughton Cathlamet im Jahr 1792, als er Robert Grays Entdeckung des Columbia River überprüfte. Das aus Zedernhäusern bestehende Dorf hatte damals etwa 300 bis 400 Einwohner. 1846 wurde James Birnie, ein Mitarbeiter der Hudson’s Bay Company, Cathlamets erster weißer Siedler. Er eröffnete einen Handelsposten namens „Birnies Retreat“, dessen Reste 1906 noch standen. 1851 wurde die Siedlung in „Cathlamet“ umbenannt.
Die Stadt Cathlamet wurde am 18. Februar 1907 gegründet.

## Infrastruktur
Im Norden der Stadt verläuft die Washington State Route 4 entlang des Columbia. Cathlamet ist außerdem über die Julia Butler Hansen Bridge an Puget Island und hier über die Washington State Route 409 sowie eine vom Wahkiakum County betriebenen Fähre mit Westport in Oregon verbunden.

## Als Drehort
Cathlamet ist einer der Drehorte der folgenden drei Filme: Komm und sieh das Paradies, Schnee, der auf Zedern fällt und Men of Honor.

## Galerie

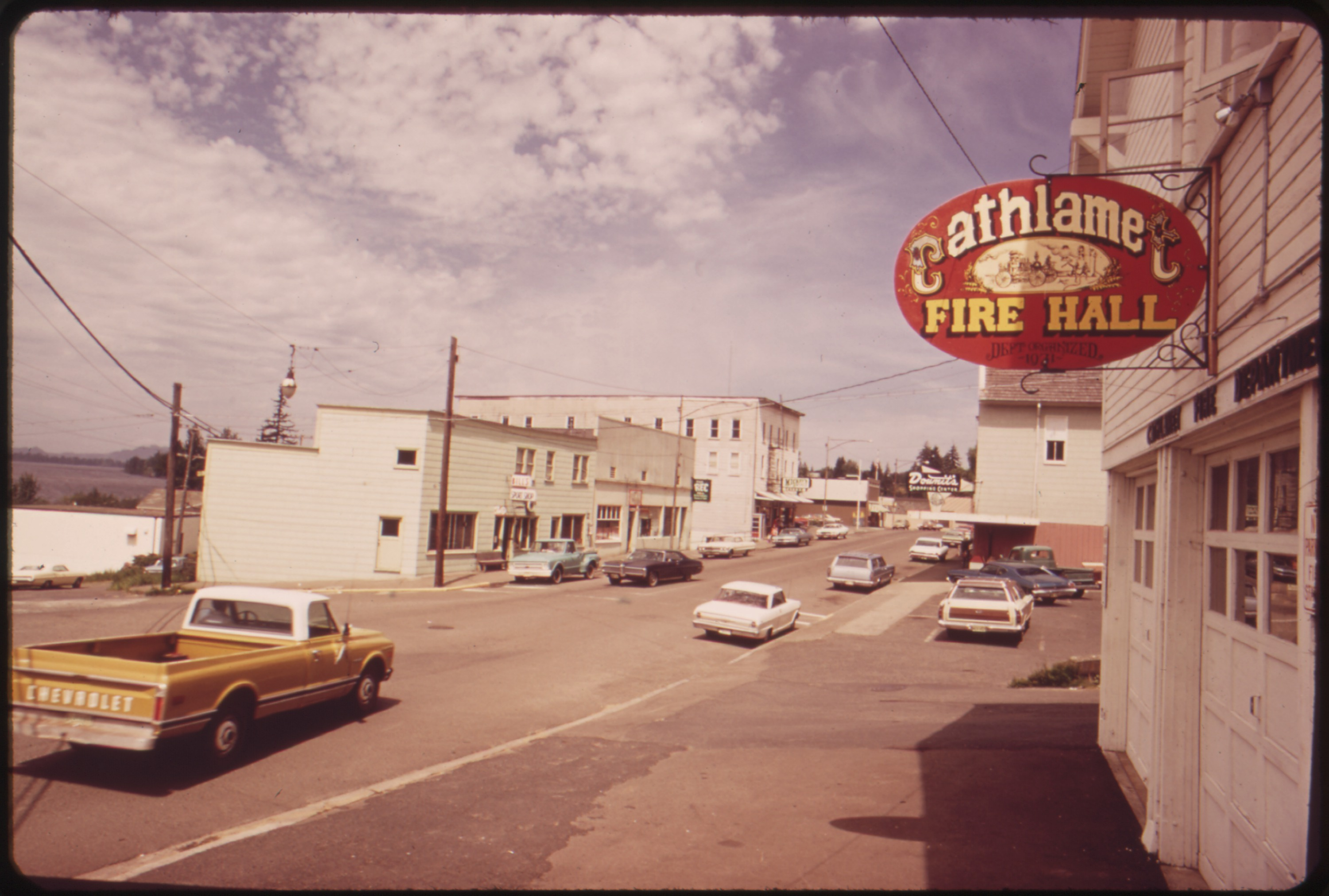
Hauptstraße in Cathlamet, 1973
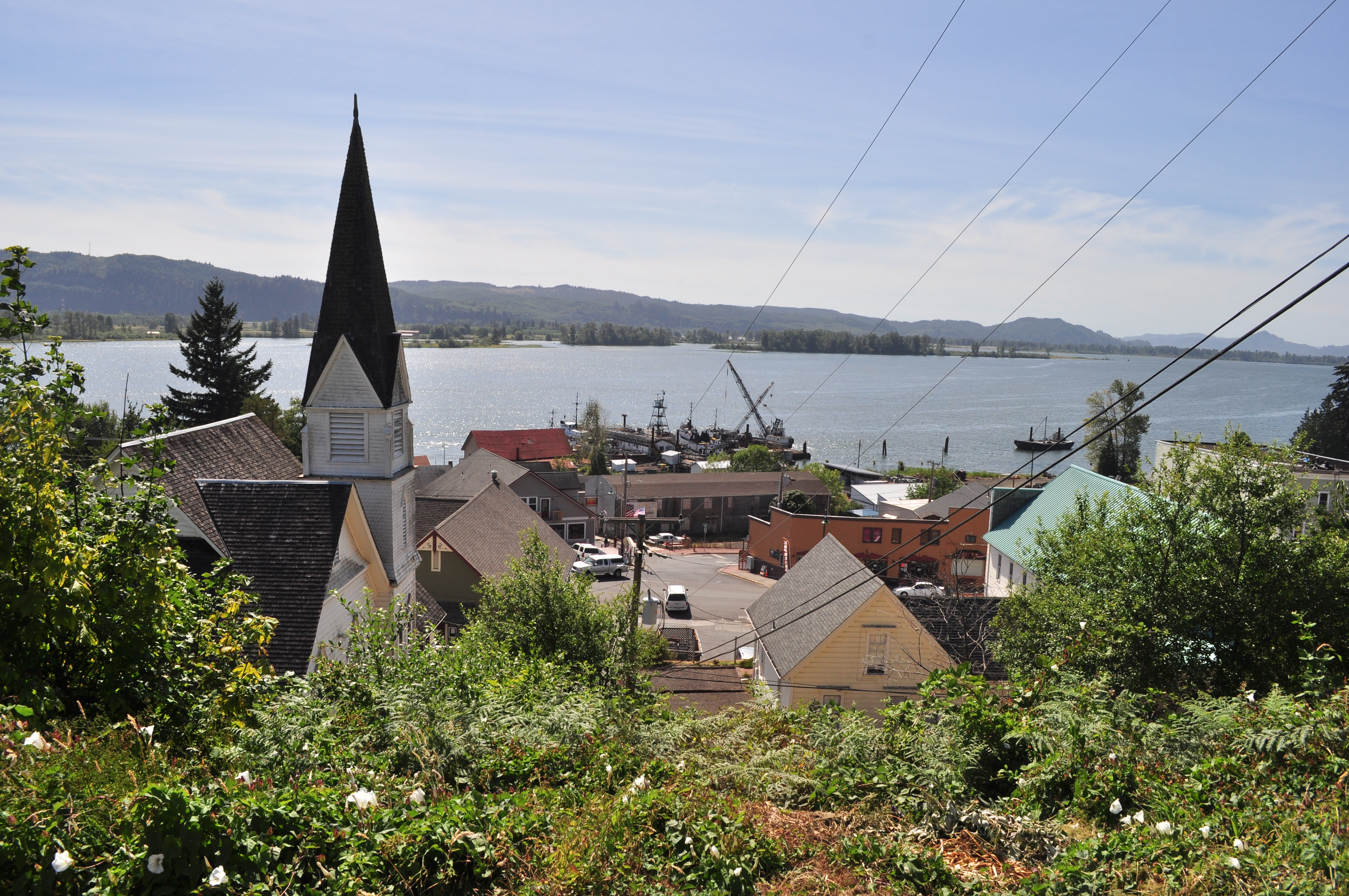
Blick über die Stadt auf den Columbia
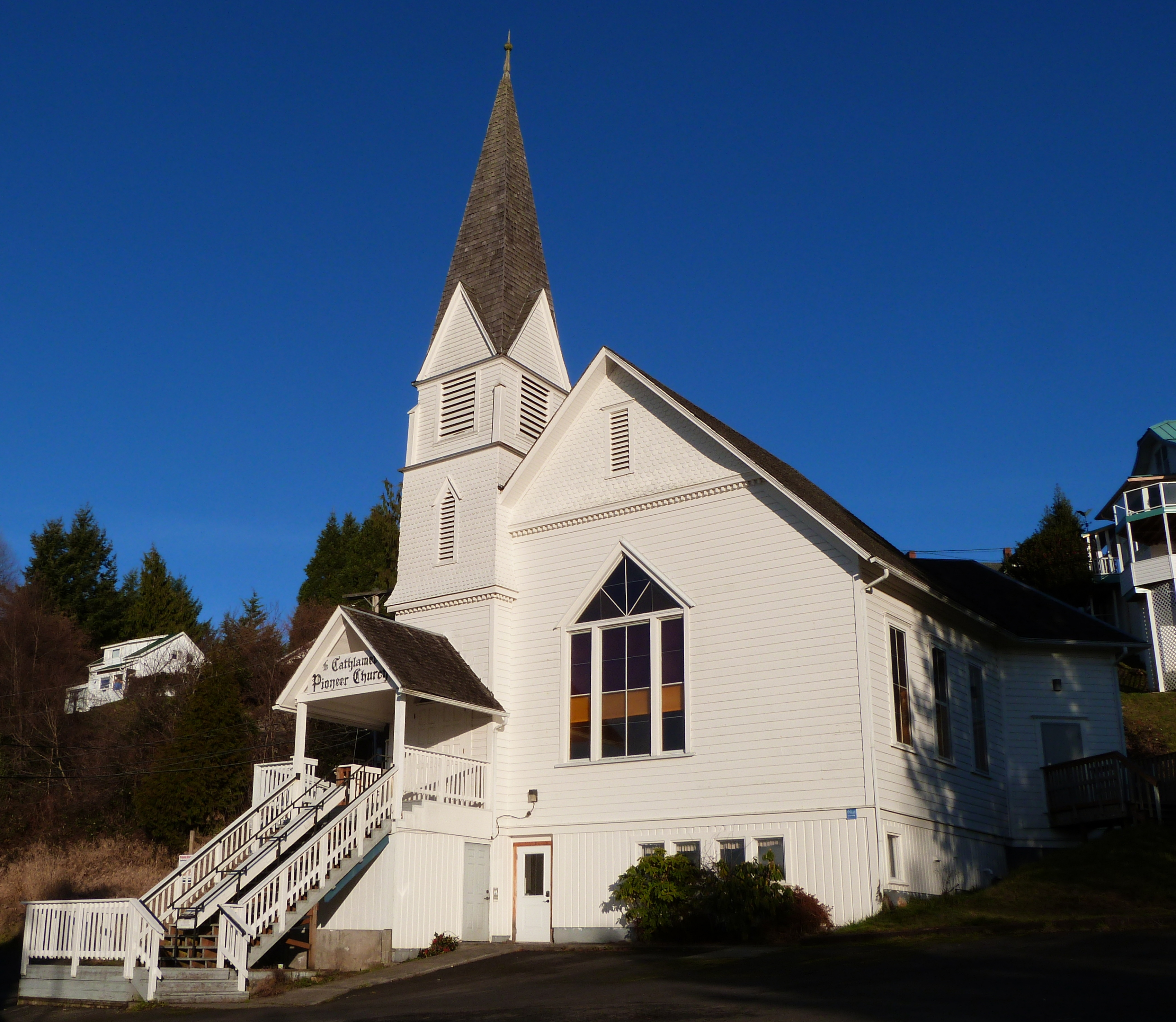
Die denkmalgeschützte Pioneer Church
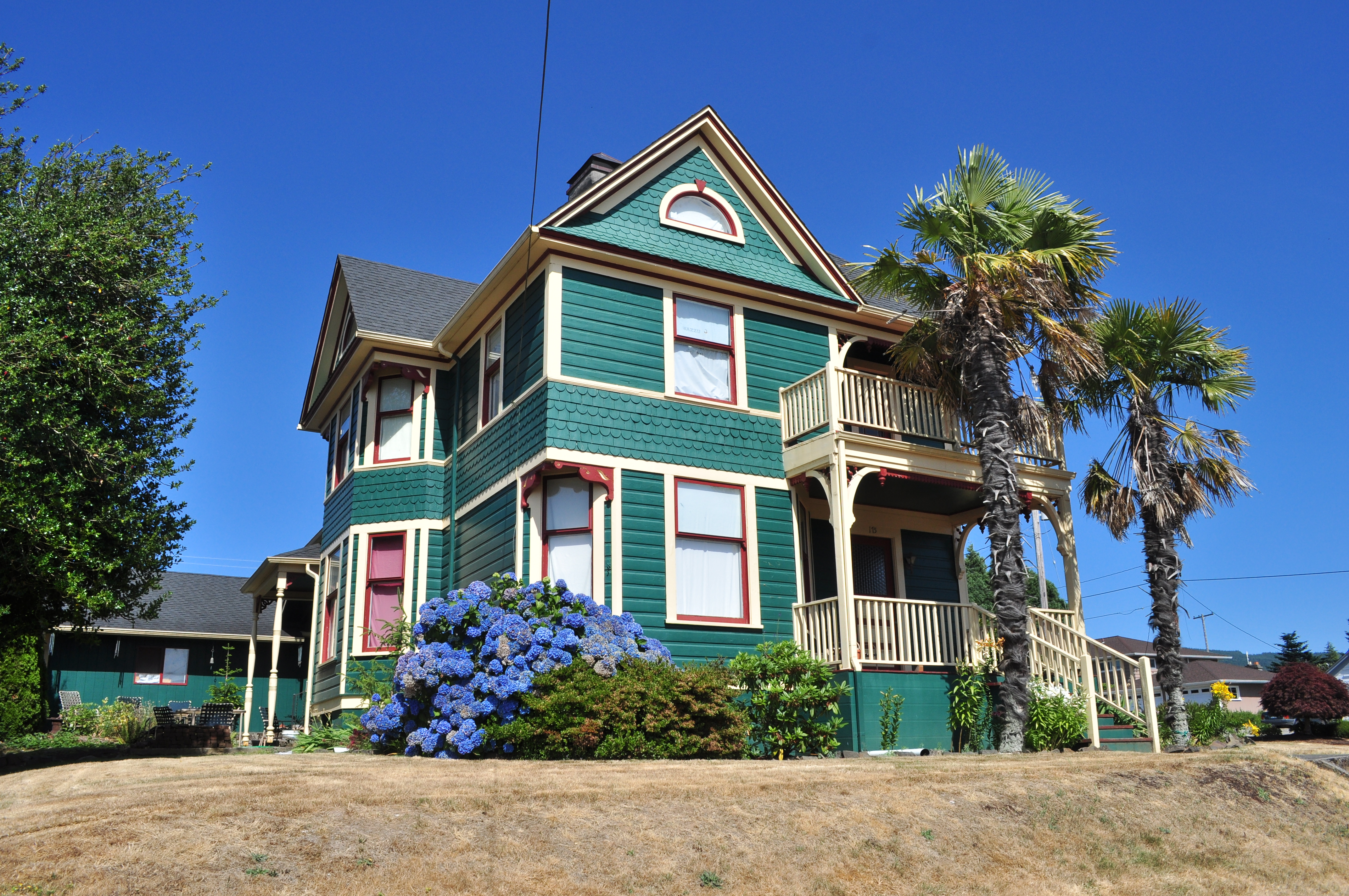
Queen Anne house
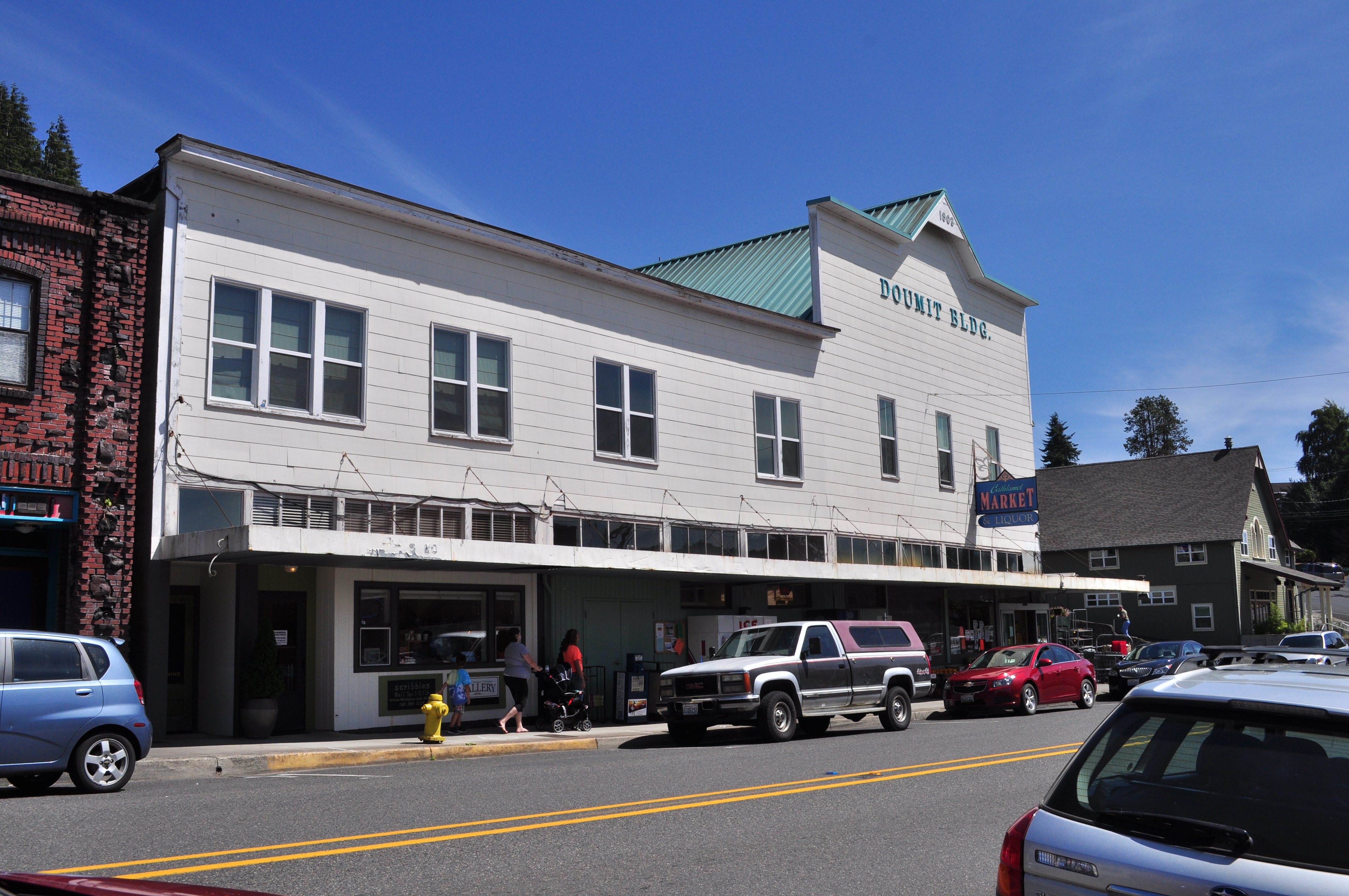
Dounit Building
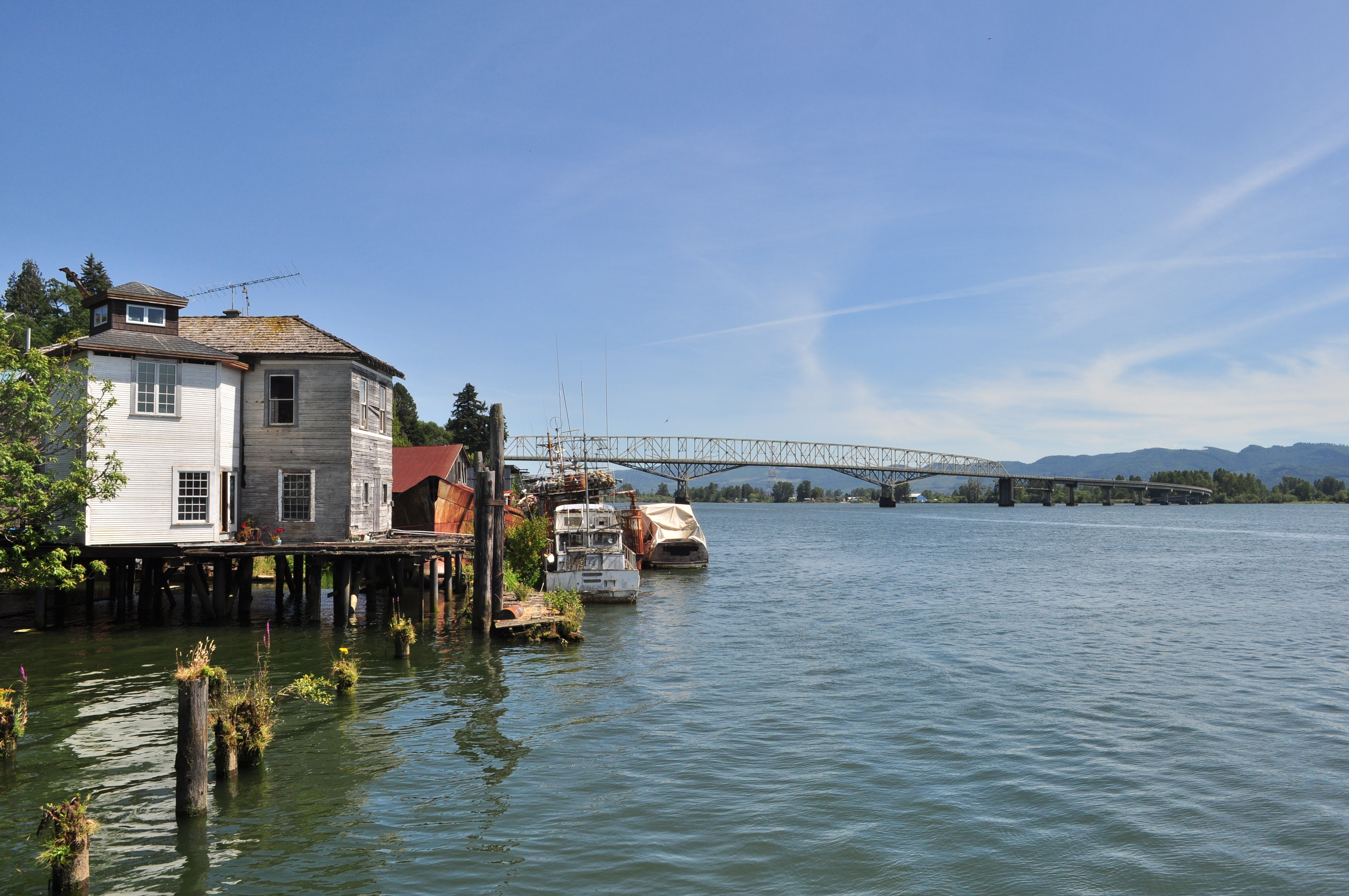
Häuser am Ufer des Columbia
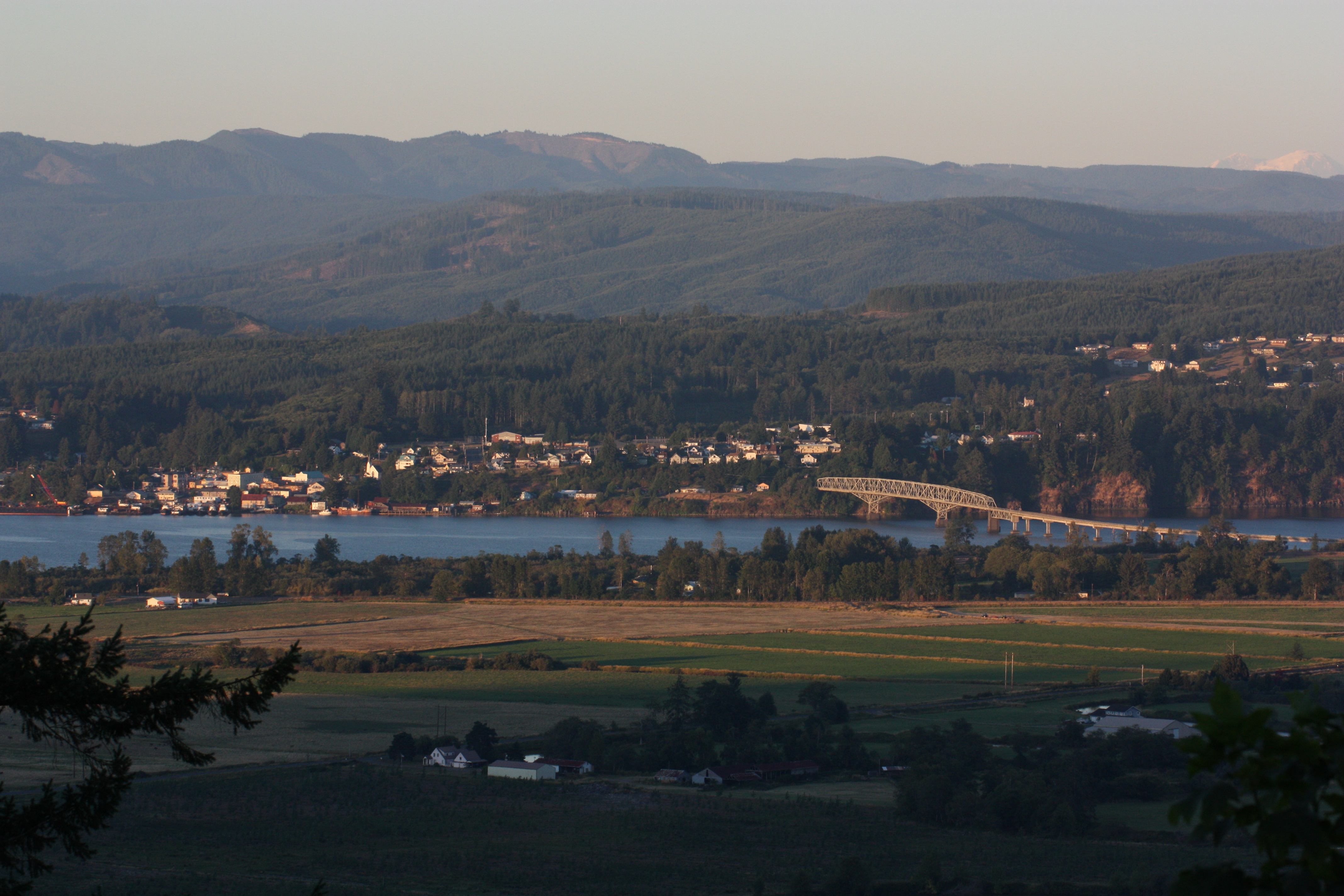
Blick auf Cathlamet